# Учение о двойственной истине
Теория «двойственной истины» — возникшее в Средние века учение о философском и религиозном знании как двух аспектах истины или же двух самостоятельных истинах. Учение получило развитие в трудах аверроистов, представителей Шартрской школы, а также в учениях Фомы Аквинского, Уильяма Оккама и еврейского философа Исаака Альбалага (en:Isaac Albalag).

## Содержание учения
Есть истина философии и есть истина религии, утверждают представители аверроизма. Поскольку философия независима от религии, постольку возможно противоречие между утверждениями философии и религиозными догмами. В отличие от Сигера Брабантского и других аверроистов, у самого Аверроэса истина философии (истина разума) имела приоритет над религиозной истиной: богооткровенные тексты в случае противоречия истинам разума должны подвергаться аллегорическому толкованию. Таким образом, у Аверроэса концепция двойственной истины превращается в концепцию, согласно которой истину способна адекватно представить только философия.
В европейской мысли предтечей концепции двух истин оказался средневековый схоласт, представитель Шартрской школы Жильбер Порретанский. Из гносеологических воззрений Жильбера вытекало, что любое познание всегда формулируется в понятиях и есть познание единичных конкретных предметов. Поэтому теология как учение о Боге, который трансцендентен миру, невозможна в понятийной форме, ибо понятие соответствует лишь материальной вещи. Поэтому философию и теологию совершенно нельзя смешивать и противоречие между их истинами невозможно.
Срединный вариант концепции двойственной истины разрабатывал Фома Аквинский. Его концепция истины стала классической в католическом вероучении. Согласно ей, философия и религия абсолютно различны по методу, но лишь частично — по предмету. Если имеет место противоречие между утверждениями учения религиозного и учения философского, то либо утверждения религии следует признать сверхразумными, либо в обосновании утверждений учения философского следует искать ошибки.
Позднее учение о двойственной истине получило развитие в трудах Уильяма Оккама, Пьетро Помпонацци: согласно Оккаму, между истинами теологии и истинами философии — пропасть: истины религии не самоочевидны, как аксиомы в доказательствах, они «принципиально избегают царства рационального»; у Оккама философия перестаёт быть «служанкой теологии», а сама теология не претендует на то, чтобы быть наукой, а есть «комплекс положений, связанных между собой не рациональной последовательностью, а цементирующей силой веры». Так же и согласно Помпонацци, утверждения и положения веры основываются на откровениях и канонических писаниях и не подразумевают рационального обоснования.

## Современная концептуализация
Американский культуролог Стив Фармер, используя данные нейробиологии, относит учение о двойственной истине (наряду с многими другими концепциями) к проявлениям коррелятивного мышления[уточнить], повсеместно присутствующего в человеческой культуре..